# Liste des gouvernements portugais depuis 1974
Cet article dresse la liste des gouvernements de la République portugaise depuis la chute du régime de l’Estado Novo lors de la révolution des Œillets, le 25 avril 1974.

## Gouvernements provisoires
- Gouvernements formés entre la révolution des Œillets et les élections législatives du 25 avril 1976.

| Gouvernement    | Mandat                                                 | Premier ministre | Premier ministre         | Partis                 | Majorité         | Féminisation |
| --------------- | ------------------------------------------------------ | ---------------- | ------------------------ | ---------------------- | ---------------- | ------------ |
| Ier provisoire  | 16 mai 1974 - 18 juillet 1974 2 mois et 2 jours        |                  | Adelino da Palma Carlos  | - PS - PPD - PCP - MDP | Pas de Parlement | 0 / 14       |
| IIe provisoire  | 18 juillet 1974 - 30 septembre 1974 2 mois et 12 jours |                  | Vasco Gonçalves          | - PS - PPD - PCP - PDC | Pas de Parlement | 1 / 15       |
| IIIe provisoire | 30 septembre 1974 - 26 mars 1975 5 mois et 24 jours    |                  | Vasco Gonçalves          | - PS - PPD - PCP       | Pas de Parlement | 1 / 14       |
| IVe provisoire  | 26 mars 1975 - 8 août 1975 4 mois et 13 jours          |                  | Vasco Gonçalves          | - PS - PPD - PCP - MDP | 232 / 250        | 1 / 14       |
| Ve provisoire   | 8 août 1975 - 19 septembre 1975 1 mois et 11 jours     |                  | Vasco Gonçalves          | - MDP                  | 5 / 250          | 0 / 17       |
| VIe provisoire  | 19 septembre 1975 - 23 juillet 1976 10 mois et 4 jours |                  | José Pinheiro de Azevedo | - PS - PPD - PCP       | 227 / 250        | 0 / 15       |

## Gouvernements constitutionnels
- Gouvernements formés à partir de l'entrée en vigueur de la Constitution de la IIIe République.

| Gouvernement           | Mandat                                                       | Premier ministre | Premier ministre            | Partis                | Majorité  | Féminisation |
| ---------------------- | ------------------------------------------------------------ | ---------------- | --------------------------- | --------------------- | --------- | ------------ |
| Ier constitutionnel    | 23 juillet 1976 - 23 janvier 1978 1 an et 6 mois             |                  | Mário Soares                | - PS                  | 107 / 263 | 0 / 17       |
| IIe constitutionnel    | 23 janvier 1978 - 29 août 1978 7 mois et 6 jours             |                  | Mário Soares                | - PS - CDS            | 149 / 263 | 0 / 15       |
| IIIe constitutionnel   | 29 août 1978 - 22 novembre 1978 2 mois et 24 jours           |                  | Alfredo Nobre da Costa      | - Aucun               | 73 / 263  | 0 / 14       |
| IVe constitutionnel    | 22 novembre 1978 - 1er août 1979 8 mois et 10 jours          |                  | Carlos Mota Pinto           | - Aucun               | 115 / 263 | 0 / 15       |
| Ve constitutionnel     | 1er août 1979 - 3 janvier 1980 5 mois et 2 jours             |                  | Maria de Lourdes Pintasilgo | - ASDI                | 42 / 263  | 0 / 16       |
| VIe constitutionnel    | 3 janvier 1980 - 9 janvier 1981 1 an et 6 jours              |                  | Francisco Sá Carneiro       | - PPD/PSD - CDS       | 128 / 250 | 0 / 13       |
| VIIe constitutionnel   | 9 janvier 1981 - 4 septembre 1981 7 mois et 26 jours         |                  | Francisco Pinto Balsemão    | - PPD/PSD - CDS - PPM | 134 / 250 | 0 / 17       |
| VIIIe constitutionnel  | 4 septembre 1981 - 9 juillet 1983 1 an, 10 mois et 5 jours   |                  | Francisco Pinto Balsemão    | - PPD/PSD - CDS - PPM | 134 / 250 | 0 / 14       |
| IXe constitutionnel    | 9 juillet 1983 - 6 novembre 1985 2 ans, 3 mois et 28 jours   |                  | Mário Soares                | - PS - PPD/PSD        | 176 / 250 | 0 / 16       |
| Xe constitutionnel     | 6 novembre 1985 - 17 août 1987 1 an, 9 mois et 11 jours      |                  | Aníbal Cavaco Silva         | - PPD/PSD             | 88 / 250  | 1 / 13       |
| XIe constitutionnel    | 17 août 1987 - 31 octobre 1991 4 ans, 2 mois et 14 jours     |                  | Aníbal Cavaco Silva         | - PPD/PSD             | 148 / 250 | 1 / 16       |
| XIIe constitutionnel   | 31 octobre 1991 - 25 octobre 1995 3 ans, 11 mois et 27 jours |                  | Aníbal Cavaco Silva         | - PPD/PSD             | 135 / 230 | 0 / 16       |
| XIIIe constitutionnel  | 28 octobre 1995 - 25 octobre 1999 3 ans, 11 mois et 27 jours |                  | António Guterres            | - PS                  | 112 / 230 | 3 / 17       |
| XIVe constitutionnel   | 25 octobre 1999 - 6 avril 2002 2 ans, 5 mois et 12 jours     |                  | António Guterres            | - PS                  | 115 / 230 | 3 / 17       |
| XVe constitutionnel    | 6 avril 2002 - 17 juillet 2004 2 ans, 3 mois et 11 jours     |                  | José Manuel Durão Barroso   | - PPD/PSD - CDS-PP    | 119 / 230 | 2 / 18       |
| XVIe constitutionnel   | 17 juillet 2004 - 12 mars 2005 7 mois et 23 jours            |                  | Pedro Santana Lopes         | - PPD/PSD - CDS-PP    | 119 / 230 | 3 / 19       |
| XVIIe constitutionnel  | 12 mars 2005 - 26 octobre 2009 4 ans, 7 mois et 14 jours     |                  | José Sócrates               | - PS                  | 121 / 230 | 2 / 16       |
| XVIIIe constitutionnel | 26 octobre 2009 - 20 juin 2011 1 an, 7 mois et 25 jours      |                  | José Sócrates               | - PS                  | 97 / 230  | 5 / 16       |
| XIXe constitutionnel   | 20 juin 2011 - 30 octobre 2015 4 ans, 4 mois et 9 jours      |                  | Pedro Passos Coelho         | - PPD/PSD - CDS-PP    | 134 / 230 | 2 / 11       |
| XXe constitutionnel    | 30 octobre 2015 - 26 novembre 2015 27 jours                  |                  | Pedro Passos Coelho         | - PPD/PSD - CDS-PP    | 107 / 230 | 4 / 16       |
| XXIe constitutionnel   | 26 novembre 2015 – 26 octobre 2019 3 ans et 11 mois          |                  | António Costa               | - PS                  | 86 / 230  | 4 / 17       |
| XXIIe constitutionnel  | 26 octobre 2019 – 30 mars 2022 2 ans, 5 mois et 4 jours      |                  | António Costa               | - PS                  | 108 / 230 | 8 / 19       |
| XXIIIe constitutionnel | 30 mars 2022 – 2 avril 2024 2 ans et 3 jours                 |                  | António Costa               | - PS                  | 120 / 230 | 9 / 17       |
| XXIVe constitutionnel  | 2 avril 2024 – 5 juin 2025 1 an, 2 mois et 3 jours           |                  | Luís Montenegro             | - PPD/PSD - CDS-PP    | 80 / 230  | 7 / 17       |
| XXVe constitutionnel   | depuis le 5 juin 2025 3 jours                                |                  | Luís Montenegro             | - PPD/PSD - CDS-PP    | 91 / 230  | 6 / 17       |